# Girabola

Angolese vlag

De Girabola (of Angolees Kampioenschap) is de hoogste voetbalcompetitie in het Afrikaanse land Angola en wordt georganiseerd door de Federação Angolana de Futebol (Angolese Voetbal Federatie).
De competitie is een lente-herfst competitie, er wordt gespeeld van februari tot en met november. Aan het eind van het seizoen plaatst de kampioen zich voor de eerste kwalificatieronde van de CAF Champions League, de nummers 14-16 degraderen.

## Opzet van de competitie
- In 1979 werd er voor het eerst in competitieverband gespeeld. De competitie was verdeeld in vier groepen van zes clubs. De clubs lagen verspreid over het hele land.
- Van 1980-1990 werd de competitie gespeeld met veertien teams. De hoogstgeplaatste teams van het seizoen 1979 startten in deze competitie.
- In 1991 en 1992 namen er zestien clubs deel.
- In 1993 en 1994 namen er twaalf clubs deel.
- Van 1995 tot 2006 werd er weer gespeeld met veertien clubs. In 1995 werd ook het puntensysteem vervangen; in plaats van twee, kreeg de winnende ploeg nu drie punten.
- Vanaf 2010 nemen er weer zestien clubs deel aan de competitie.

## Teams 2018
Académica Petróleos do Lobito
Atlético Petróleos Luanda
CD Huíla
CD Primeiro de Agosto
CR Caála
Cuando Cubango FC
Domant FC
EC Primeiro de Maio Benguela
FC Onze Bravos do Maquis
GD Interclube
GD Sagrada Esperança
JGM Académica SC do Huambo
Kabuscorp SC
Progresso Associação do Sambizanga
Recreativo do Libolo
Sporting Clube de Cabinda

## Kampioenen

### Titels per club
| Club                 | Titels | Club                 | Titels |
| -------------------- | ------ | -------------------- | ------ |
| Petro Atlético       | 17     | Inter de Luanda      | 2      |
| Primeiro de Agosto   | 13     | Primeiro de Maio     | 2      |
| Recreativo do Libolo | 4      | GD Sagrada Esperança | 2      |
| Aviação              | 3      | Kabuscorp SC         | 1      |

1979 · 1980 · 1981 · 1982 · 1983 · 1984 · 1985 · 1986 · 1987 · 1988 · 1989 · 1990 · 1991 · 1992 · 1993 · 1994 · 1995 · 1996 · 1997 · 1998 · 1999 · 2000 · 2001 · 2002 · 2003 · 2004 · 2005 · 2006 · 2007 · 2008 · 2009 · 2010 · 2011 · 2012 · 2013 · 2014 · 2015 · 2016 · 2017 · 2018 · 2018/19 · 2019/20 · 2020/21 · 2021/22
1° de Agosto ·
1° de Maio ·
Atlético Sport Aviação ·
Benfica Luanda ·
CR Caála · 
CD Huíla · 
GD Interclube · 
Kabuscorp SC ·
Recreativo do Libolo ·
Atlético Petróleos Namibe ·
Onze Bravos ·
Petro Atlético ·
Porcelana FC ·
Progresso do Sambizanga ·
GD Sagrada Esperança ·
Santos FC